# Fissidens stissotheca
Fissidens stissotheca är en bladmossart som först beskrevs av C. Müller, och fick sitt nu gällande namn av Mitten 1869. Fissidens stissotheca ingår i släktet fickmossor, och familjen Fissidentaceae. Inga underarter finns listade i Catalogue of Life.